# Aasta Hansteen
Aasta Hansteen, també coneguda com a Hasta Hanseen (Christiania, l'actual Oslo,10 de desembre de 1824 –  íd. ,13 d'abril de 1908), fou una pintora, escriptora i feminista noruega.
Aasta Hansteen era filla de Christopher Hansteen, un destacat professor d'astronomia, geofísica i matemàtiques aplicades de la Universitat d'Oslo i Johanne ("Hanne") Cathrine Andrea Borch. Va començar la seva educació artística a Copenhaguen (1840 - 1841) on va aprendre a dibuixar. Va continuar la seva formació durant tres anys a la Kunstakademie Düsseldorf.
Associada a l'escola de pintura de Düsseldorf, durant anys va ser l'única retratista de la ciutat. Va exposar la seva obra a l'Exposició Universal de París de 1855. La seva obra més notable com a pintora és un retrat del seu pare, que es troba en exhibició permanent a la Galeria Nacional de Noruega.
Aclaparada per l'interès pels seus retrats, es va traslladar a Telemark, on es va dedicar a estudiar els dialectes noruecs. Quan va tornar a Christiania, va estudiar amb el lingüista Ivar Aasen. El 1862 va publicar anònimament un petit llibre escrit en nynorsk, i es va convertir així en la primera dona a publicar en aquesta llengua.
Juntament amb la seva filla adoptiva, Theodora Nielsen, va sortir de Christiania el 1880 i va viure nou anys als Estats Units (1880-1889), primer a l'àrea de Boston i després dos anys a l'Oest Mitjà, principalment a Chicago. Aasta Hansteen va conèixer reformadors destacats de l'època com Lucy Stone, Julia Ward Howe, Mary Livermore i Wendell Phillips. Els seus ingressos inicials provenien d'escriure per al diari Verdens Gang, amb seu a Christiania, que va complementar pintant retrats per encàrrec. Entre d'altres, el reformador i editor noruec Marcus Thrane va posar per al seu retrat.
El 1889 va tornar a Noruega amb un renovat interès pel moviment feminista. Es va unir a l'Associació Noruega pels Drets de les Dones (Norsk Kvinnesaksforening) i es va convertir en una col·laboradora activa a la premsa sobre els drets de les dones. Hansteen era crítica amb la percepció de les dones que promovien les tradicions judeocristiana i paulina, i creia que denigraven el valor espiritual de les dones. Era un personatge ferm i controvertit, que freqüentava cafeteries i mercats, i es va convertir en una figura destacada d'Oslo.

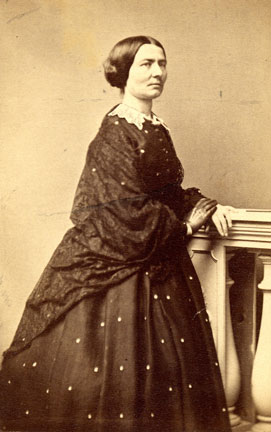
Aasta Hansteen al 1863

## Llegat
Es diu que Henrik Ibsen s'hi va basar com a model per al personatge de Lona Hessel a la seva obra Els pilars de la societat. A més, es creia que havia servit d'inspiració per al paper principal a La tia Ulrikke, de Gunnar Heiberg. La pianista i compositora noruega Agathe Backer Grøndahl li va dedicar composicions. La seva tomba a Vår Frelsers gravlund, a Oslo, presenta un bust fet per Gustav Vigeland.
Sengles carrers al districte de Stovner de la ciutat d'Oslo i a Trondheim reben el nom d'Aasta Hansteen. Una estàtua seva de l'escultora noruega Nina Sundbye es troba a la zona d'Aker Brygge d'Oslo.
La plataforma noruega extractora de gas i petroli del jaciment situat a una profunditat de 1.300 metres al mar de Noruega, i a 300 quilòmetres a l'oest de Sandnessjøen, rep el nom de l'artista Aasta Hansteen.

## Obres
- Skrift og Umskrift i Landsmaalet, 1862
- Kvindens stilling i Verden, i Nordisk Maanedsskrift for folkelig og kristelig Oplysning, 1871
- Kvinden skabt i Guds Billede, 1878
- Kristi kirke i det nittende aarhundrede, 1897
- Dikt i (Ivar Aasens) landsmaal. 1862–67, 1908